# Nahuel
O "Nahuel" D.L. 43 foi um tanque médio desenvolvido na Argentina durante a Segunda Guerra Mundial, criado por Alfredo Baisi e construído pelo Arsenal Esteban de Luca. Somente 12 unidades foram criadas.
Foi, na altura, o equivalente da Argentina ao Americano M4 Sherman e M3 Grant.

## Design
O designer foi o tenente coronel Alfredo Basi. Nahuel significa "Jaguar" na língua aborígene  Mapudungun.
Estava armado com um canhão de 75mm Krupp Model 1909 (utilizado na altura pelo exército Argentino), numa torre rotativa.

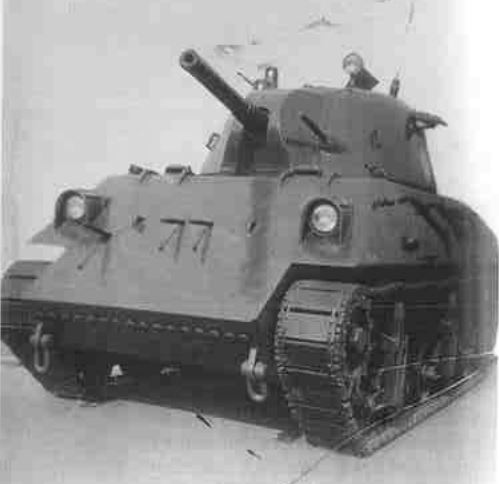
Vista frontal do Nahuel DL.43